# Rasa de l'Hostal de les Forques
La Rasa de l'Hostal de les Forques és un torrent afluent per l'esquerra del Barranc de Pallarès, al Solsonès.

## Descripció
Neix al vessant de llevant de la Collada de Clarà a poc menys d'un centenar de metres al NE de la masia que li dona nom i seguint una direcció predominant cap a les 4 del rellotge, recorre els fons de l'Obaga de Pallarès fins a desguassar al Barranc de Pallarès a 758 msnm.

## Territoris que travessa
Fa tot el seu curs fent de frontera entre els temes municipals de Lladurs (al nord) i d'Olius (al sud).

## Perfil del seu curs
| metres de curs  | 0   | 250  | 500 | 750 | 1.000 | 1.201 |
| --------------- | --- | ---- | --- | --- | ----- | ----- |
| Altitud (en m.) | 854 | 819  | 800 | 785 | 770   | 758   |
| % de pendent    | -   | 14,0 | 7,6 | 6,0 | 6,0   | 6,0   |

## Xarxa hidrogràfica
La xarxa hidrogràfica de la Rasa de l'Hostal de les Forques està integrada per un total de 3 cursos fluvials dels quals, 2 són subsidiaris de 1r nivell. La totalitat de la xarxa suma una longitud de 1.890 m.